# Туроци, Янош

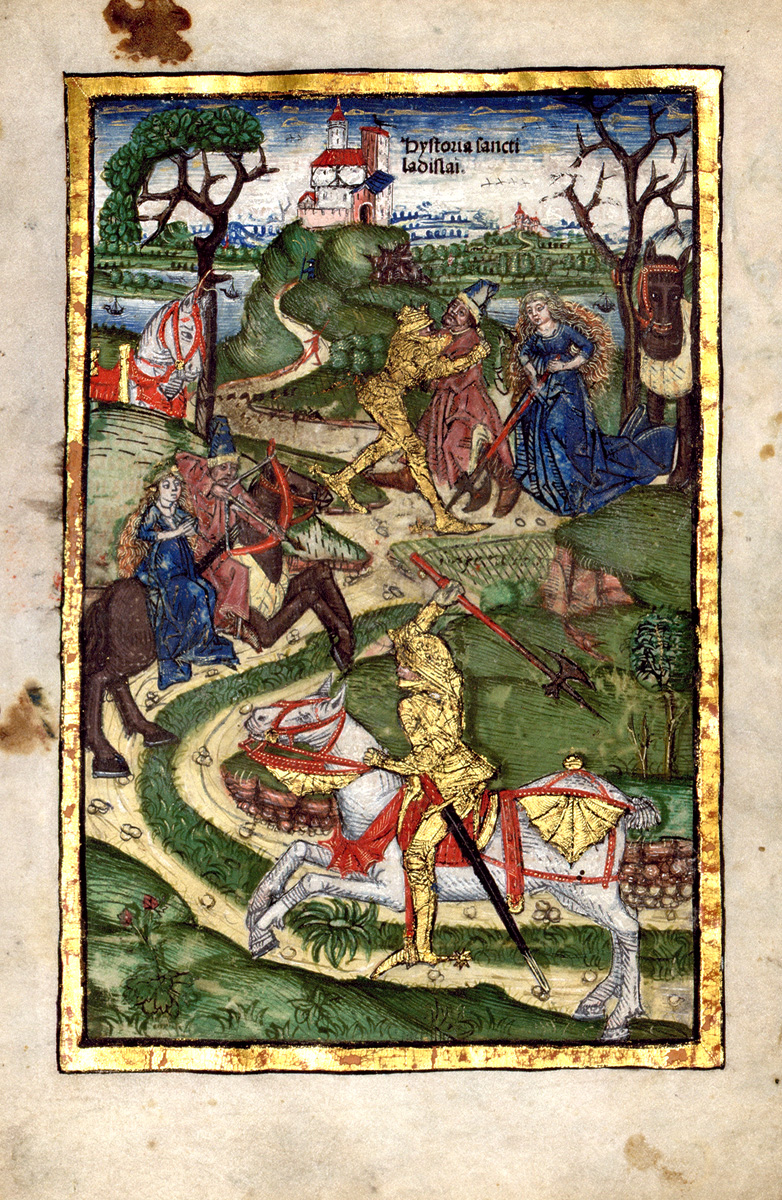
Ксилография с форзаца аугсбургского издания «Хроники венгров» Я. Туроци 1488 г.

Янош Туроци (венг. János Turóczi, или Thuróczy, лат. Iohannes Thurociensis, нем. Johannes de Thurocz, словац. Ján z Turca, 1435, Шипице или Липтовски-Микулаш — 1488, или 1489, или 1490, Буда) — венгерский хронист и историк, протонотарий короля Матьяша Хуньяди, автор «Хроники венгров» (лат. Chronica Hungarorum), первой официальной летописи Венгерского королевства, написанной мирянином.

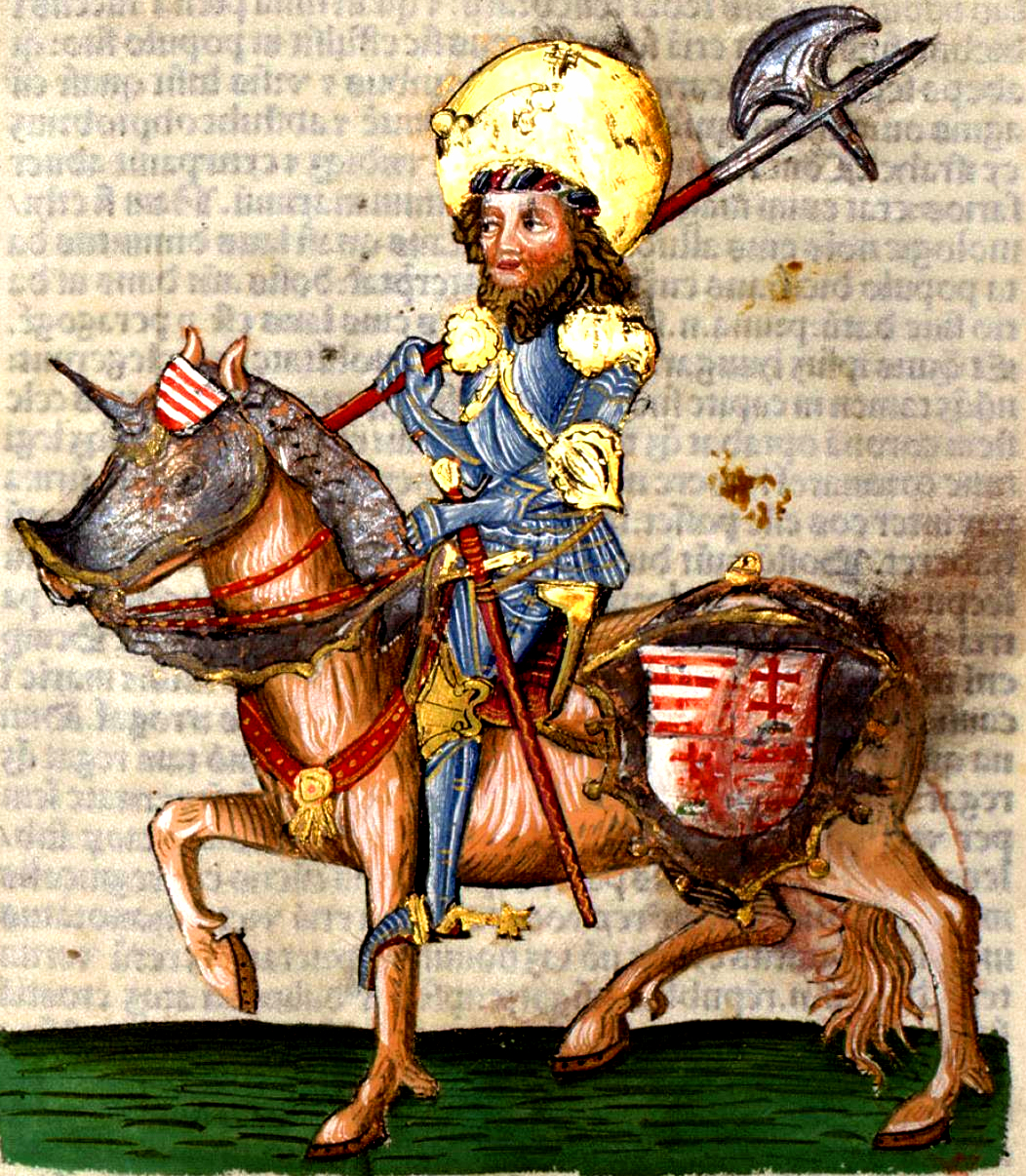
Король Ласло I Святой. Ксилография из аугсбургского издания «Хроники венгров» Я. Туроци 1488 г.

## Биография

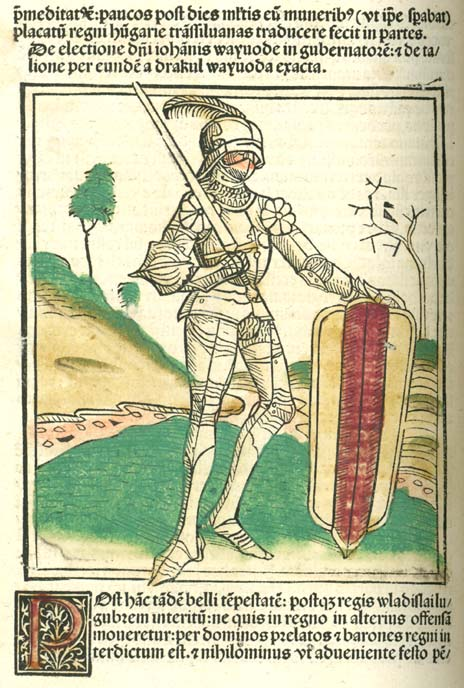
Воевода и регент Венгерского королевства Янош Хуньяди. Ксилография из издания «Хроники венгров» Я. Туроци в Брно (1488)

Выходец из мелкопоместных дворян графства Туроц в Верхней Венгрии (совр. область Турьец в Словакии), где род Туроци, происходивший из села Недожеры (словац. Nedožery, венг. Nádasér), известен был с первой половины XIII века. Его дядя Андраш пожалован был императором Сигизмундом Люксембургским землями в Пире (венг. Pýr), которые унаследовал его отец Петер.
Родился около 1435 года, предположительно в Шипице (совр. район Крупина в Банскобистрицком крае) или в Липтовски-Микулаше (совр. район Ружомберок в Жилинском крае). Получил образование в школе при монастыре премонстрантов в Иполишаге (ныне Шаги, Словакия), где изучал латынь и каноническое право. Никаких свидетельств о получении им университетского образования нет, и вполне возможно, что латинский эпитет «магистр» (лат. magister) перед его именем традиционно проставлялся лишь из уважения к нему со стороны современников, а также переписчиков и издателей его сочинений.
Впервые упоминается в 1459 году в судебных документах как участник имущественных споров. В 1465 году объявляется в Буде в качестве прокурора Иполишагского монастыря. С 1467 по 1475 год служил нотариусом земского суда под начальством королевского судьи Ласло Палочи. С 1475 по 1486 год — секретарём королевского судьи Иштвана Батори, а с 1486 по 1488 год — придворным протонотарием и заместителем королевского секретаря Томаша Драги.
Умер в Буде в 1488/1489, по другим данным, в 1490 году.

## Сочинения
Составленная в 1486—1488 годах на латыни «Хроника венгров» (лат. Chronica Hungarorum) Яноша Туроци излагает венгерскую историю с древнейших времён до 1487 года. Большая её часть, является, по сути своей, сводом более ранних исторических хроник, частично переработанных автором, и лишь начиная с 1387 года события излагаются последним самостоятельно.
Хроника состоит из трёх частей:
Первая представляет собой переложение поэмы венецианского дипломата Лоренцо де Моначи «Метрическая песнь о горестной кончине Карла Малого» (лат. Carmen metricum de Caroli Parvi lugubri exitio, 1388) и в основном посвящена правлению короля Венгрии Кароя II Анжуйского (1385—1386). Вероятно, она составлена была по инициативе королевского нотариуса Иштвана Батори, или королевского судьи Томаша Драги.
Вторая написана в 1486 году и описывает деяния венгерских королей вплоть до Лайоша I Великого. Она, в свою очередь, состоит из трёх подразделов:
— так называемой «гуннской хроники», основанной на старых венгерских хрониках, в частности «Иллюстрированной хронике» (лат. Chronicon Pictum), «Хронике Буды» (лат. Buda Chronicle) и др. рукописях, в которых Туроци пытается исправить ошибки своих предшественников;

— обозрения ранней истории венгерского королевства, начиная с прибытия мадьяр в 896 году, и кончая правлением короля Карла I Роберта (1307—1342), частично основанного на народных преданиях и рыцарских романах;

— истории правления Лайоша Великого (1342—1382), в значительной своей части основанной на летописи секретаря последнего Янoша Kюкюллeи (1320—1394).
В третьей части описываются события от смерти в 1386 году короля Карла II Малого до завоевания в августе 1487 года королём Матьяшем Корвином Винер-Нойштадта. Эту часть, написанную в начале 1488 года, можно считать оригинальным трудом Туроци, использовавшего в ней в качестве источников «Космографию» Энеа Сильвио Пикколомини, а также дипломатические документы, грамоты, письма и пр. материалы государственной канцелярии и библиотеки короля Матьяша Корвина. Несмотря на то, что материал из сочинения Пикколомини был выбран довольно бессистемно, эта часть хроники является наиболее достоверной и представляет особую ценность в тех разделах, где автор опирается на собственные впечатления.
Последовательно выражая идеологию мелкого дворянства, Туроци прославляет короля Матьяша Хуньяди, талантливого полководца, дипломата и объединителя страны, защитника сословных прав и веры. При этом, он не забывает отметить и роль народных масс, в частности, рассказывая об обороне Белграда от турок в 1456 году под руководством Яноша Хуньяди, напоминает о том, что «завоевателя сокрушила крестьянская рука, которой привычней обращаться с лопатой, нежели с оружием».
В предисловии к своему сочинению Туроци оговаривает, что не претендует на звание историка, а обстоятельный труд его содержит немало ошибок, игнорируя порой значимые события, зато не упуская описаний различных чудес. Вместе с тем, в соответствии с гуманистическими традициями своей эпохи, исторические события Туроци объясняет проявлением не только божественной воли, но и индивидуальной человеческой судьбы, наличием морального императива и даже влиянием небесных тел.

## Рукописи и издания
Оригинал «Хроники венгров» Туроци не сохранился, старейшая бумажная рукопись, датированная 1488 годом, находится в  собрании Матицы Словацкой Национальной библиотеки Словакии. Известны также рукопись 1490 года из библиотеки Гейдельберского университета (Cod. Pal. germ. 156) и копия 1500 года из библиотеки Хоутона Гарвардского университета в Кембридже (Массачусетс) (MS Ger 43).
Впервые хроника Туроци была напечатана в 1488 году, сначала 20 марта в Брюнне (совр. Брно) Конрадом Стахером, а затем 3 июня в Аугсбурге Теобальдом Фегером. По инициативе архиепископа Оломоуца Яна Филипека, издание дополнено было публикацией «Горестной песни о разорении Венгрии татарами» магистра Рогерия (сер. XIII в.). В течение следующего столетия осуществлены были переиздания в Нюрнберге, Вене (1534), Аугсбурге (1536), Франкфурте, Надьшомбате, Буде и др.
Раскрашенные от руки ксилографии, иллюстрирующие первые издания хроники, экземпляры которых представлены, в частности, в собраниях библиотек Словацкого национального музея в Мартине, библиотеки монастыря Брынковяну и Национальной библиотеки Румынии в Бухаресте, Чёрной церкви в Брашове, университетов Граца (Австрия) и др., представляют собой значительную художественную и историческую ценность, в первую очередь для искусствоведов, а также специалистов по военной истории, истории костюма и геральдике.

## Примечания

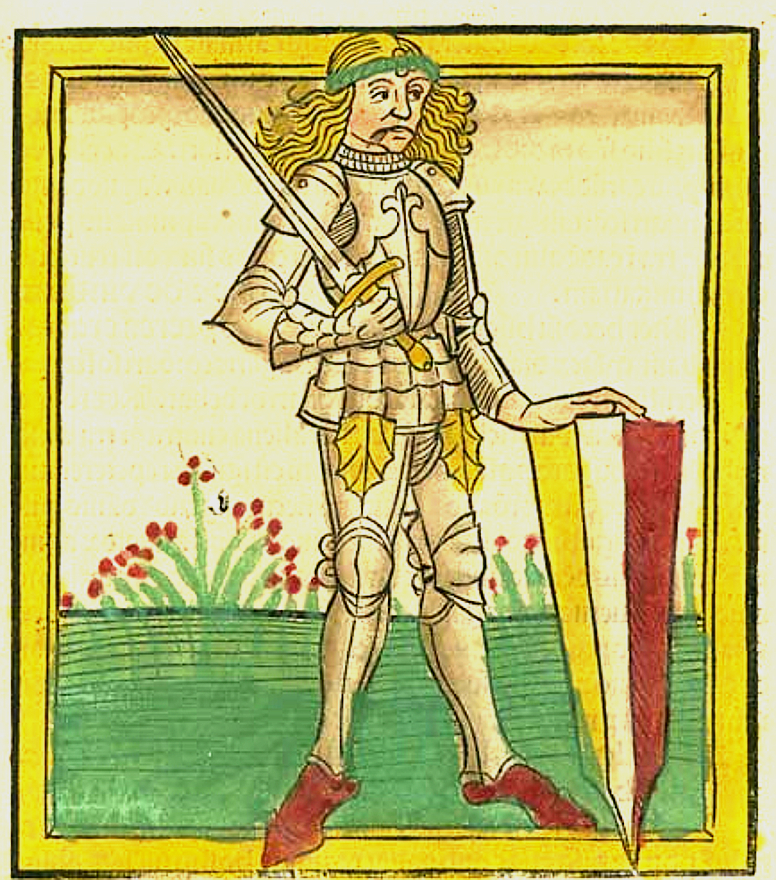
Янош Хуньяди. Ксилография из аугсбургского издания «Хроники венгров» Я. Туроци (1488)

## Публикации

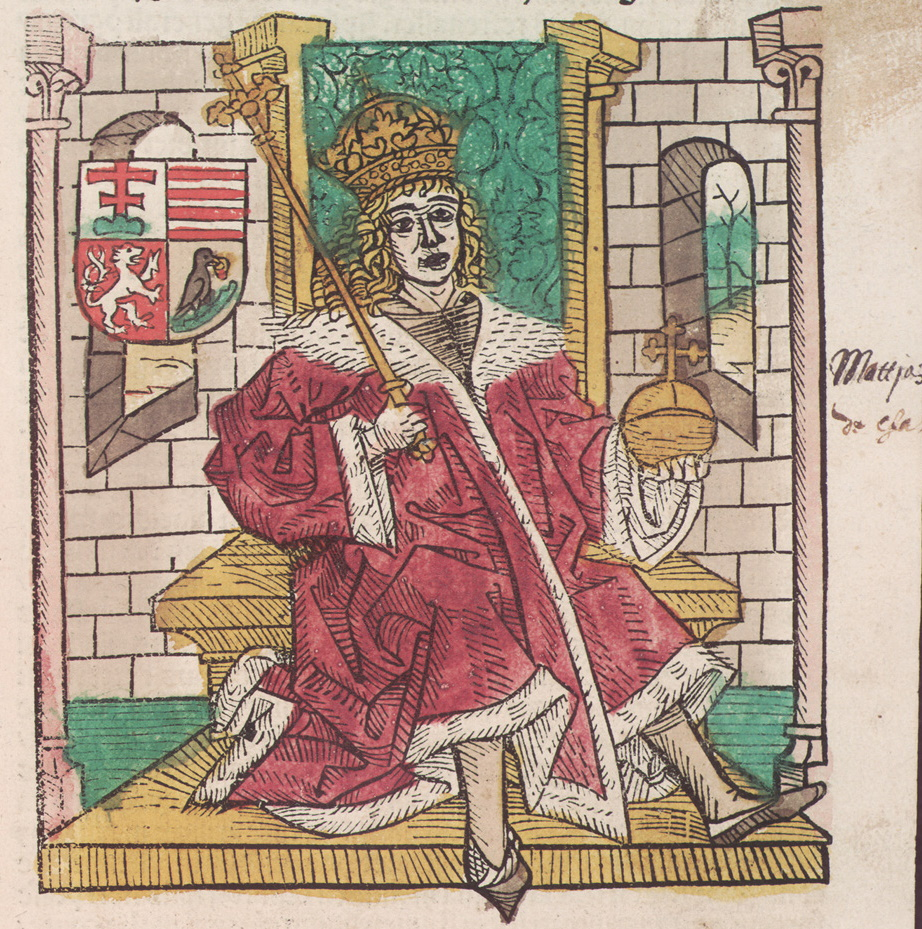
Король Матьяш Хуньяди. Ксилография из издания «Хроники венгров» Туроци нач. XVI в.

- Johannes de Thurocz. Der Hungern Chronica. — Vom 1. König Athila bis auf König Ludwig 1526 bey Mohatz getödtet. — Augsburg, 1536. — 168 p.
- Iohannis de Thwrocz. Chronica hungarorum // Scriptores rerum Hungaricarum. — Tome 1. — Vindobonae: Ioannis Pavli Kravs, 1746. — pp. 39–291.
- Chronica Hungarorum. Edidit M. Florianus // Historiae Hungaricae fontes domestici. — Pars 1. Scriptores. — Volume 2. — Lipsiae: Typis M. Taizs, 1883. — viii, 315 p.
- Thuróczi János. Magyar krónika. Ford., jegyz. Geréb László, bev. Kardos Tibor. — Budapest: Magyar Helikon, 1957. — (Monumenta Hungarica).
- János Thuróczy. A magyarok krónikája. — Volumes 1—2. — Budapest: Helikon Könyvkiadó, 1986. — ISBN 9632077032.
- János Thuróczy. Chronica Hungarorum. Éditeur scientifique: Elemér Mályusz. — Volumes 1—2.  — Budapest: Akadémiai kiadó, 1988. — 603, 500 p. — ISBN 963-05-4795-3.
- Janos Thuroczy. Chronicle of the Hungarians, ed. by Emanuel J. Mickel. Transl. by Frank Mantello // Medievalia Hungarica Series. Research Institute for Inner Asian Studies. — Volume II. — Bloomington: Indiana University Press, 1991. — 225 p. — ISBN 0933070276. — (Indiana University Uralic and Altaic series).
- Johannes de Thurocz. Chronica Hungarorum: Kronika Jána z Turca. Prel. Július Sopko. — Bratislava: Perfekt, 2014. — 590 s. — ISBN 978-80-8046-692-3.